# Câbles et Monorails Ets Mancini
Câbles & Monorails Ets Mancini, initialement Câbles et Monorails Mancini & Cie, était une entreprise familiale de construction de remontées mécaniques installée à Grenoble (France).

## Histoire
Fondée par Frédéric Mancini en 1913, elle est dirigée à partir de 1959 par son fils Pierre Mancini jusqu'à l'arrêt de ses activités en 1985. 

## Réalisations
Elle construit à Villard-de-Lans en 1951 la première télécabine de France en reprenant, sous licence, le système de pince débrayable mis au point par l'entreprise de construction de remontées mécaniques italienne Carlevaro & Savio.
Outre de nombreux téléphériques industriels affectés au transport de matériaux et de personnel construits pour le compte d'EDF, de la SNCF et d'exploitations minières, Câbles & Monorails Ets Mancini a notamment réalisé, dans le domaine touristique, le téléphérique de la Flégère et le premier téléphérique de la Mer de Glace à Chamonix-Mont-Blanc, le télémétro de La Plagne en collaboration avec Denis Creissels, et a participé, en association avec Poma, à la construction des téléphériques Télériou et de Las Donnas d'Auron. 